# المتمرد (مسلسل تلفزيوني)
المتمرد هو مسلسل تلفزيوني عراقي، من إخراج يزن أبو حمدة، وتأليف ندى عماد خليل، ومن بطولة علي ليو، وهند نزار، وجمان كاظم، وحسين عجاج، ورياض شهيد، وطه المشهداني، عُرض لأول مرة في رمضان في 23 مارس 2023.

## قصة المسلسل
تدور أحداث المسلسل في إطار من الحركة والتشويق، يتناول المسلسل قصة الشاب اليتيم - أصيل - وهو المتمرد المشاغب دائم المشاكل، يحاول البحث عن دليل لوجود عائلته، وتتولى محامية شابة الدفاع عنه بعد وقوعه في ورطة وتقع في حبه.

## الممثلون
- علي ليو (أصيل)
- هند نزار (هديل)
- جمان كاظم (شهد)
- حسين عجاج
- رياض شهيد
- طه المشهداني
- أشرقت غانم
- بشرى إسماعيل
- عهود إبراهيم
- ميثم صالح
- أثير نجم
- مهند الأمير
- عمر اليوزبكي
- نور حميد
- أحمد حمود
- عبد الأمير الصغير
- محمود شنيشل
- هناء محمد

## وصلات خارجية
- المتمرد على موقع قاعدة بيانات الأفلام العربية